# Ishq Vishk
Ishq Vishk (Hindi: इश्क़ विश्क, Urdu: عشق وِشک, traducción al español: Amor y romance) es una película de 2003 de Bollywood protagonizada por Shahid Kapoor in en su debut cinematográfico, Amrita Rao y Shenaz Treasurywala.
Rajiv (Shahid Kapoor) y Payal (Amrita Rao) son amigos desde la niñez y desde entonces Payal ha estado enamorada de Rajiv, pero a él tarda un "poco" más de tiempo en admitir lo que siente hacia ella. 
La película fue todo un éxito y lanzó a la fama las carreras de Shahid Kapoor y Amrita Rao.

## Reparto
- Shahid Kapoor es Rajiv Mathur.
- Amrita Rao es Payal.
- Shenaz Treasurywala es Alisha Sahay.
- Yash Tonk es Rocky.
- Satish Shah es Mr. Mathur
- Vishal Malhotra es Mambo.
- Upasna Singh es Kamlabai.
- Neelima Azeem es Mrs. Mathur
- Vivek Vaswani es a profesor.
- Kapil Jhaveri es Javed.

## Banda sonora
La música fue compuesta por Anu Malik. y las letras son de Sameer.

### Lista de canciones
| N.º | Título                   | Duración |  |
| 1.  | «Aankhon Ne Tumhari»     | 05:36    |  |
| 2.  | «Aisa Kyoon Hota Hair»   | 04:54    |  |
| 3.  | «Chot Dil Pe Lagi»       | 05:34    |  |
| 4.  | «Dooba Re Dooba»         | 04:09    |  |
| 5.  | «Ishq Vishk Pyaar Vyaar» | 04:56    |  |
| 6.  | «Kaun Hai Woh»           |          |  |
| 7.  | «Love Love Tum Karo»     | 05:41    |  |
| 8.  | «Mujhpe Har Haseena»     | 04:40    |  |
| 9.  | «Mujhse Huee Bas Yeh»    | 01:51    |  |
| 10. | «Theme Piece»            | 01:34    |  |